# Complanin
Complanin ist ein Naturstoff, der aus dem marinen Vielborster Eurythoe complanata isoliert wurde. 

## Vorkommen

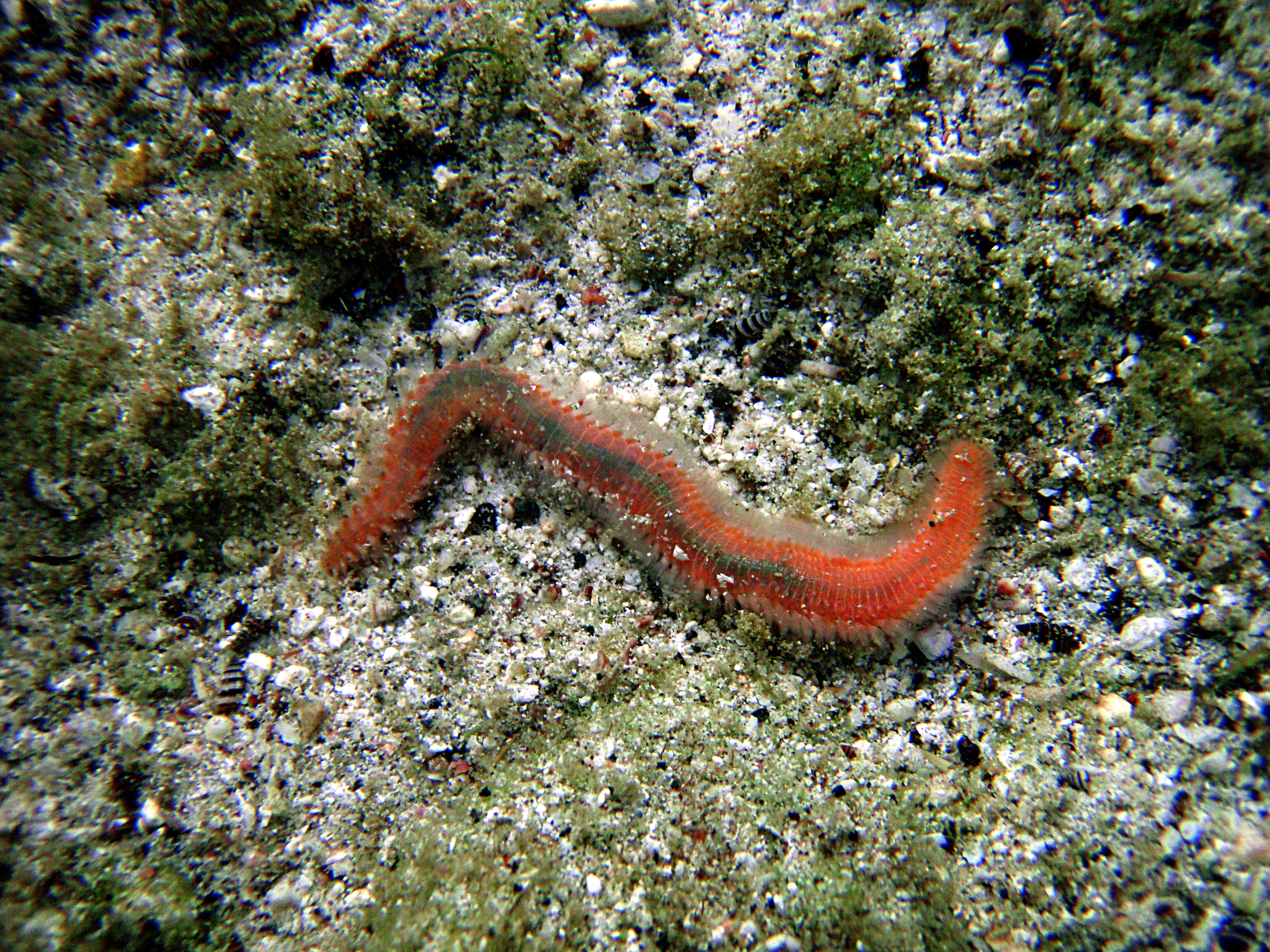
Eurythoe complanata

Der marine Vielborster Eurythoe complanata ist bekannt für seine Gefährlichkeit gegenüber Tieren. Beim Menschen kann er durch seine kleinen Borsten Hautentzündungen auslösen. Complanin wurde als ein entzündungsauslösender Stoff aus diesen Tieren isoliert.
Eine Totalsynthese hat die Struktur und die absolute Konfiguration bestätigt.

## Chemische Struktur
Bei dem Naturstoff handelt es sich um eine zweifach ungesättigte Kohlenwasserstoff-Kette, mit einer in der Natur bei solchen Strukturen üblichen, zweifachen cis-Konfiguration. Über eine Amidbindung ist ein Ammoniumsalz einer γ-Aminosäure gebunden. Complanin ist zugleich ein chiraler sekundärer Alkohol, der in der Natur enantiomerenrein vorkommt.

## Biologische Bedeutung
Die Substanz dient vermutlich zur Abwehr von Fraßfeinden.